# 芳香青皮栗南瓜
芳香青皮栗南瓜（ほうこうあおかわくりかぼちゃ）はセイヨウカボチャの品種の1つ。東京南瓜（とうきょうかぼちゃ）とも呼ばれる。日本市場で流通量の9割を占めるようになったセイヨウカボチャの先駆けとされる。

## 概要
果皮は灰緑色をしており、全体的な形は扁円型。果肉は鮮やかな橙黄色をしており、甘みが強く粉質であるが、現在の日本市場でカボチャの主流となっている黒皮栗カボチャ類と比べると甘みは少ない。早熟性であり、開花後は約30日で完熟する。果重は1.2キログラムから1.5キログラム。
家庭菜園用の種として販売されていることも多い。

## 歴史
明治時代になって、それまで日本国内で普及していたニホンカボチャとは異なるセイヨウカボチャがアメリカ合衆国から渡来してきた。当初の品種、ハッパード（まさかりかぼちゃ）、デリシャス（カステラかぼちゃ）といった品種は本来は飼料用であったが、ニホンカボチャと比べて、甘く、カロリーも栄養価も高く、東北地方や北海道の気候と相性がよかったため、日本に根付き、改良されてゆくことになる。こういったセイヨウカボチャを受けて、1934年に渡辺採種場（宮城県美里町）から発表された品種である。
渡辺採種場で、黒い皮のカボチャと赤い皮のカボチャをかけ合わせて作られた品種だとされる。
宮城県で作られた本カボチャが東京都中央卸売市場に出荷され、人気を博したことから「東京南瓜」とも呼ばれるようになった。
ニホンカボチャはみたらしや煮物といった醤油を使った味付けと相性のよかったが、セイヨウカボチャはバターなどの西洋食材との相性も良く、日本人の食の西洋化と合わさってセイヨウカボチャは日本中に広まってゆくことになる。